# Nicolas Farkas
Nikolas Farkas, o Nikolaus Farkas (nato Miklós Nikolaus Farkas) (Margitta Bihaskau, 27 luglio 1890 – New York, 22 marzo 1982), è stato un direttore della fotografia, sceneggiatore e regista ungherese.

## Biografia
Nicolas Farkas nacque in Ungheria, (oggigiorno, la località in cui nacque si trova in Romania) all'epoca dell'impero austro-ungarico.
Iniziò la sua carriera cinematografica nel 1922, lavorando per Alexander Korda, il produttore ungherese che, in seguito, dopo essere emigrato nel Regno Unito, sarebbe diventato uno dei nomi più noti della cinematografia mondiale.

## Filmografia

### Direttore della fotografia
- Frau Dorothys Bekenntnis, regia di Michael Curtiz (1921)
- Sansone e Dalila (Samson und Delila), regia di Alexander Korda (1922)
- Zigeunerliebe, regia di Thomas E. Walsh (1922)
- Kinder der Revolution, regia di Hans Theyer (1923)
- Fräulein Frau, regia di Hans Theyer (1923)
- Wenn du noch eine Mutter hast, regia di Dezsö Kertész (1924)
- Tragödie im Hause Habsburg, regia di Alexander Korda (1924)
- Nick, der König der Chauffeure, regia di Carl Wilhelm (1925)
- Die Rache der Pharaonen, regia di Hans Theyer (1925)
- Der Fluch, regia di Robert Land (1925)
- Die Moral der Gasse, regia di Jaap Speyer (1925)
- Il ballerino di mia moglie (Der Tänzer meiner Frau), regia di Alexander Korda (1925)
- Gräfin Mariza, regia di Hans Steinhoff (1925)
- Die Sache mit Schorrsiegel, regia di Jaap Speyer (1928)
- Kira Kiralina, regia di Boris Glagolin (1928)
- Vera Mirzewa o l'ultimo convegno (Der Fall des Staatsanwalts M...), regia di Rudolf Meinert e Giulio Antamoro (1928)
- Ein Mädel und drei Clowns, regia di Hans Steinhoff (1928)
- Liebe im Mai, regia di Robert Wohlmuth (1928)
- Nachtgestalten, regia di Hans Steinhoff (1929)
- Die weißen Rosen von Ravensberg, regia di Rudolf Meinert (1929)
- Mädchen am Kreuz, regia di Jacob Fleck, Luise Fleck (1929)
- La nave degli uomini perduti (Das Schiff der verlorenen Menschen), regia di Maurice Tourneur (1929)
- Il fantasma della felicità (Phantome des Glücks), regia di Reinhold Schünzel (1930)
- Das Recht auf Liebe, regia di Jacob Fleck, Luise Fleck (1930)
- Liebe im Ring, regia di Reinhold Schünzel (1930)
- Der Andere, regia di Robert Wiene (1930)
- Zwei Krawatten, regia di Felix Basch e Richard Weichert (1930)
- Verso la Siberia (Na Sybir), regia di Henryk Szaro (1930)
- Geld auf der Straße, regia di Georg Jacoby (1930)
- Die Firma heiratet, regia di Carl Wilhelm (1931)
- Danton, regia di Hans Behrendt (1931)
- L'Inconnu d'un soir, regia di Hervé Bromberger e Max Neufeld (1949)
- Le Rosier de Madame Husson, regia di Bernard Deschamps (1932)

### Regista
- La battaglia (La Bataille), co-regia di Viktor Turžanskij (1933)
- Varieté (1935)
- Port Arthur  (1936)